# 六硼化钡
六硼化钡是一种无机化合物，化学式为BaB6。它可由过氧化钡（或氧化钡）、碳化硼和碳在1300~1400 °C的真空中反应制得。氧化钡和硼氢化钠高温反应，也可制得六硼化钡。
它可以形成立方晶系晶体，空间群Pm3m（No. 221），晶胞参数a=426.15(7) pm，Z=1。